# Diagramma commutativo
In matematica, un diagramma commutativo è un diagramma comprendente vari oggetti e morfismi tra essi tale che, per ogni coppia di oggetti, ogni percorso che li collega produce la stessa applicazione finale (in termini di composizione di funzioni). I diagrammi commutativi giocano in teoria delle categorie il ruolo che hanno le equazioni in algebra.

## Esempio
Prendendo la definizione di prodotto tensoriale di due spazi vettoriali sintetizzata nell'immagine
si ha per definizione di {\displaystyle V\otimes W} che {\displaystyle v\cdot w=\varphi (v\otimes w)}, cioè componendo l'applicazione {\displaystyle \varphi } dopo {\displaystyle \otimes } otteniamo esattamente {\displaystyle \cdot }: per questo motivo tale diagramma è commutativo.
Un esempio che coinvolge più di tre oggetti, sempre riguardante il prodotto tensoriale, è il seguente:
Questo diagramma è commutativo poiché {\displaystyle s\circ i=\rho } e {\displaystyle f\circ \pi =s} (da cui abbiamo anche {\displaystyle f\circ \pi \circ i=\rho }).
Ovviamente tale proprietà deve valere per ogni possibile "percorso" contenuto nel diagramma: se per esempio ogni funzione nel diagramma sopra ammettesse un'inversa, allora affinché tale diagramma fosse stato commutativo sarebbe dovuto valere anche {\displaystyle \pi ^{-1}=s^{-1}\circ f}, {\displaystyle \rho ^{-1}\circ f=i^{-1}\circ \pi ^{-1}} e così via.